# Аверино (Воронежская область)
Аверино — хутор в Острогожском районе Воронежской области. Входит в состав Коротоякского сельского поселения.

## Население
| 2000 | 2005 | 2010 |
| ---- | ---- | ---- |
| 4    | ↗26  | ↘0   |